# Salome Gluecksohn-Schoenheimer
Salome Gluecksohn-Schoenheimer (Danzig, 6 de octubre de 1907 - Nueva York, 7 de noviembre de 2007) fue una embrióloga alemana, considerada una de las fundadoras de la genética del desarrollo.

## Biografía
Estudió química y zoología en Königsberg y Berlín. En 1928 entró en el Laboratorio de Hans Spemann como estudiante de doctorado. Allí conoció a Viktor Hamburger, quien le introdujo a la naciente ciencia de la genética y a Conrad Hal Waddington, con quien trabó una gran amistad. 
En 1933, Gluecksohn-Schoenheimer emigró junto a su marido a los Estados Unidos, huyendo de la ocupación nazi. El mismo año emigraron también Hamburger y Curt Stern y, más tarde, Richard Goldschmidt. 
En Estados Unidos, Gluecksohn-Schoenheimer comenzó a trabajar como técnica en el laboratorio de Samuel Detwiler, pero pronto abandonó este puesto para incorporarse al laboratorio del genetista Leslie C. Dunn, que estaba trabajando sobre mutaciones genéticas en ratones que parecían ser responsables de malformaciones relacionadas con el eje corporal. En la introducción a su primer artículo sobre los ratones sin cola, Gluecksohn-Schoenheimer presentó el primer manifiesto programático de la futura genética del desarrollo, distinguiéndola de la embriología experimental.
A partir de entonces, su investigación se fue centrando progresivamente en el papel de los genes en el desarrollo. No obstante, hasta mediados de los años setenta no estuvieron disponibles las técnicas moleculares que posibilitaron la fundación de la moderna genética del desarrollo.